# Aquila (Spazio 1999)
L'Aquila (in inglese Eagle Transporter) è un'astronave immaginaria apparsa nella serie televisiva britannica di fantascienza Spazio 1999 degli anni settanta. Le Aquila servono come astronavi primarie della Base Lunare Alpha, che ne possiede una flotta, e sono spesso utilizzate per esplorare pianeti alieni, difendere la Base dagli attacchi, e per il trasporto di rifornimenti e altri oggetti da e per la Luna. L'Aquila è stata progettata da Brian Johnson, che aveva lavorato con Gerry Anderson su Thunderbirds a metà degli anni '60 e aveva prodotto la navicella spaziale per il film del 1968 2001: Odissea nello spazio. L'Aquila ha influenzato il design delle astronavi di Star Wars e di altre serie televisive e film di fantascienza.

## Costruzione
Le Aquila sono costruite dalla sezione ingegneria e tecnologia della Base Lunare Alpha usando materiali e componenti inviati dalla Terra o realizzati sulla Luna. Quest'ultima modalità è normalmente proposta come razionale per l'apparentemente infinita disponibilità di Aquila, nonostante la frequente perdita di molte di esse. Nell'episodio L'ultimo tramonto, i dialoghi indicano che un totale di ventotto Aquila in piena efficienza sono disponibili.

## Design
Completamente modulare, la struttura è suddivisa in tre sezioni di base: il modulo di comando, il modulo passeggeri/di servizio, e la sovrastruttura (che include i piloni di atterraggio, la sezione di accesso/corridoio, il compartimento di poppa, i serbatoi di carburante e il sistema di propulsione principale). Il modulo di comando ha inoltre un portello di emergenza, visibile nell'episodio Il pianeta del diavolo, sebbene non sia noto se esso sia parte del design originale, o sia una caratteristica implementata sulla base lunare. Il modulo di comando dell'Aquila può staccarsi dal corpo principale come visto nell'episodio Il dominio del drago, che lo rende capace di agganciarsi ad un'altra astronave compatibile, o di fungere da capsula di salvataggio. Tutte le Aquila sono equipaggiate con la gravità artificiale;

### Tipi di modulo
Diversi tipi di modulo possono essere utilizzati, a seconda del tipo di missione. 
- Passeggeri - Il modulo standard per i passeggeri di solito non è armato ed è utilizzato esclusivamente per il trasporto di personale della Base. Le Aquila passeggeri dispongono di un modulo di trasporto che offre lo spazio per otto persone massimo. Queste Aquila sono apparse per la prima volta nell'episodio pilota Breakaway.
- Ricognizione - A volte noto come Aquila da Ricognizione, questo tipo ha in genere un complesso di computer sul lato di dritta della nave. Le Aquila da ricognizione vengono utilizzate per esplorare pianeti e regioni spaziali aliene; la sofisticata banca dati informatica viene utilizzata per ottenere, memorizzare e analizzare i dati raccolti dal pianeta oggetto di studio, tra cui la composizione atmosferica, le preziose risorse minerarie e la vita biologica.
- VIP - Visto solo nell'episodio Breakaway, il modulo VIP a strisce arancioni è stato utilizzato dal commissario lunare Gerald Simmonds; è fondamentalmente un'Aquila passeggeri utilizzata per il trasporto di alti funzionari.
- Salvataggio - Queste Aquila sono riconoscibili dalle loro strisce verticali rosse. Le Aquila di salvataggio sono dotate di una serie di attrezzature di soccorso e di supporto medico  che possono essere utilizzate in caso di emergenza.
- Trasporto/rifornimento - Queste Aquila sono utilizzate per trasportare forniture e attrezzature piuttosto che passeggeri. I loro moduli di trasporto sono progettati per il trasporto di materiale e hanno uno spazio di seduta limitato per i passeggeri.
- Docking - Di solito un'Aquila standard dotata di una camera di compensazione estensibile per consentire l'attracco con un'altra astronave nello spazio. Questa è stata vista nell'episodio Rotta di collisione, quando John Koenig ha dovuto attraccare con l'Aquila danneggiata di Alan Carter e nell'episodio Il pianeta incantato.
- Trasporti speciali - Queste Aquila specializzate sono utilizzate per il trasporto di scorie nucleari pericolose verso le aree di smaltimento; a differenza delle Aquila di approvvigionamento o trasporto, sono pesantemente schermate per proteggere i loro equipaggi dalle radiazioni. I contenitori dei rifiuti sono trasportati in un contenitore di tipo "pallet" che si collega a un nastro trasportatore nelle aree di smaltimento. Queste Aquila sono state viste nell'episodio Breakaway.
- Laboratorio - Aquila specializzata che trasporta attrezzature di natura più scientifica rispetto all'Aquila da ricognizione; a partire dalla seconda serie, sono generalmente dotate di prese d'aria supplementari a scopo di decontaminazione e hanno a bordo laboratori piccoli ma ben attrezzati. Queste Aquila appaiono in tutta la serie, ma fanno la loro prima apparizione di rilievo nell'episodio "Il metamorfo" della seconda stagione.
- Verricello - Unità a verricello possono essere collegate alle Aquila e utilizzate per una varietà di scopi. In particolare, sono stati utilizzate per tentare di disperdere i contenitori dei rifiuti nucleari nell'area di smaltimento 2 in Breakaway. Non devono essere confuse con le Aquila da ricognizione. I verricelli possono essere sia in forma di presa, come si vede in "Rotta di collisione" quando le cariche nucleari sono state piantate su un asteroide, sia in forma di verricello magnetico, utilizzato per altri scopi come la rimozione del modulo di comando di un'Aquila schiantata in Legame mancante.
- Combattimento - Anche se le Aquila non sono primariamente progettate per il combattimento, possono essere dotate di cannoni laser e missili per scopi difensivi. Quando la Base Lunare Alpha si staccò dalla Terra, diverse Aquila furono equipaggiate con armi e utilizzate per difendere la Luna da potenziali attacchi alieni. Aquila specializzate sono stati designati come Aquila da combattimento nella puntata Il metamorfo.

### Equipaggiamento
A seconda della missione, un'Aquila può essere dotata di diversi tipi di attrezzature.
- argani;
- tubo d'attracco;
- booster superiori;
- booster laterali;
- gancio verticale;
- gancio orizzontale;
- imbracatura
- aliante di rientro;
- bocchetta di rifornimento;
- cannone laser retrattile montato in alto;
- Moon Buggy.

## Operazioni
Le Aquila sono alimentate da quattro razzi a fusione nucleare e trasportano riserve di combustibile per 48 ore di volo. I campi di forza a gravità artificiale integrati nell'Aquila consentono di accelerare fino al 15% della velocità della luce, offrendo un'autonomia massima (con riserve di carburante aggiuntive) di diversi giorni luce. (Al 15% della velocità della luce, un'Aquila avrebbe bisogno di quasi 7 giorni per percorrere una distanza di un giorno luce). In caso di necessità di velocità superiori a quelle normali, può essere montato sulla sovrastruttura un gruppo di due razzi ausiliari per aumentare il sistema di propulsione principale. In condizioni ideali, il rifornimento è effettuato nell'hangar di manutenzione della Base Lunare; in circostanze straordinarie, è possibile il rifornimento in volo.
L'Aquila ha anche la capacità di entrare nell'atmosfera di un corpo planetario a gravità normale, atterrare utilizzando i suoi razzi di atterraggio a propellente liquido, e decollare e tornare alla Base Lunare Alpha. L'Aquila mantiene carburante sufficiente per i decolli e gli atterraggi multipli. Se l'astronave deve operare in condizioni di metagravità (decolli e atterraggi da un corpo spaziale ad alta gravità), può essere equipaggiata con quattro razzi ad impulso con puntamento verso il basso per aumentare i normali razzi verticali posti sul carrello inferiore dell'imbarcazione.
Il sistema informatico di bordo è in grado di gestire la guida, l'astro-navigazione e l'interpretazione dei dati dei sensori; per un'analisi completa dei dati, la telemetria viene trasmessa al computer principale della Base Lunare. L'astronave può anche essere teleguidata dalla Base Lunare Alpha.

## Armi
Sebbene l'Aquila non sia stata progettata per essere utilizzata come astronave militare, alcune Aquila sono dotate di un cannone laser come dotazione standard e di un arsenale di missili spazio-spazio. L'episodio "Giochi di guerra" suggerisce che solo sette delle molte Aquila di Alpha sono armate in quel momento specifico. Nella serie è mostrato che le Aquila sono state progettate principalmente per il trasporto, la ricognizione e gli studi scientifici. In "Giochi di guerra" le Aquila sono fortemente superate dai Mark IX Hawk, che sono stati progettati specificamente per il combattimento. Gli Hawk sono più veloci, più manovrabili e meglio armati delle Aquila, anche se un pilota esperto di Aquila come Alan Carter è ancora in grado di distruggere diversi Hawk nella battaglia per difendere la Base Lunare Alpha.
Oltre alle armi primarie montate sul lato inferiore del telaio della sovrastruttura dell'Aquila (direttamente dietro il modulo di comando) destinate al combattimento o alla difesa in volo, un cannone laser retrattile è stato rivelato nella Stagione 2 per essere utilizzato quando l'astronave è a terra. Quest'arma di medie dimensioni è stata montata sulla superficie dorsale del telaio spaziale ed è emersa dalle travi della "spina dorsale" della nave. Può essere regolato al fuoco a 360 gradi e a numerosi angoli di elevazione. Diversi pod portano anche armi di piccolo calibro; uno dei due portelloni principali ospita un rack di fucili con proiettili di gomma e un unico fucile laser ad uso dell'equipaggio.

## Equipaggio
Le Aquila sono generalmente pilotate da due astronauti addestrati (piloti) della Sezione da ricognizione; sebbene l'astronave possa essere facilmente gestita da un solo pilota, il sedile destro nel modulo di comando è occupato abitualmente da un copilota, anche se questo varia a seconda del profilo della missione. Molti membri del personale non navigante di Alpha sono ex astronauti o hanno ricevuto l'addestramento di volo e sono qualificati per gestire l'astronave. Le Aquila possono anche essere pilotate a distanza dal centro di comando Alpha.

## Effetti speciali
Il modello dell'Aquila utilizzato per le riprese è stato costruito in quattro scale: alla fine della serie, c'erano tre modelli da 44 pollici (110 cm), due da 22 pollici (56 cm), uno da 11 pollici (28 cm), e un 5 pollici (13 cm). Il telaio della sovrastruttura era composto da tubi di ottone sui modelli più grandi e il modulo di comando era in vetroresina, con i moduli del  carrello di atterraggio costituiti da un'anima di legno con rivestimento in perspex. Getti di freon compresso sono stati utilizzati per rappresentare i getti verticali utilizzati nelle sequenze di decollo e atterraggio e, nella seconda stagione, gli scarichi dei razzi principali. Il team di effetti speciali ha lavorato presso gli Bray Studios, uno studio separato, lontano da dove si svolgevano le riprese dal vivo.
Il team di produzione comprendeva diversi esperti che in seguito hanno vinto gli Academy Awards per Alien (1979) e The Empire Strikes Back (1980):
- Brian Johnson - SFX Designer, Director
- Nick Allder - SFX Director (Year 1), Lighting Cameraman (Year 2)
- Martin Bower - Modellista

## Merchandising
L'Aquila è diventato un design iconico nel 1970, e ispirato giocattoli e kit di modelli di vari produttori. Tra il 1975 e il 1980, Dinky Toys ha prodotto due dettagliatissimi modelli di Aquila pressofusi, ciascuno con moduli e colori diversi. Il Transporter era abbastanza fedele alla versione televisiva, con l'eccezione della colorazione che consisteva in un corpo principale verde e un modulo bianco da trasporto. Quest'ultimo, anche se non accurato, è stata ispirato dal modulo verricello. La prima edizione da trasporto è apparsa con l'Aquila dipinta di un bianco più corretto, mentre il contenitore dei rifiuti radioattivi è stato dipinto di rosso. Nelle edizioni successive l'Aquila è stata cambiata in blu con un modulo bianco. Il Transporter ha mantenuto la combinazione di colori verde/bianco non corretta per l'intera tiratura. Airfix ha lanciato sul mercato modelli da assemblare circa nello stesso momento. Negli Stati Uniti, LJN Toys ha prodotto anche versioni più piccole negli anni '70, e l'azienda Centuri ha rilasciato un modello "volante". Negli anni più recenti, le Aquila sono state prodotte da altre aziende, tra cui Product Enterprise e Iconic Replicas. La società americana di giocattoli Mattel anche prodotto un modello grande di Aquila da trasporto con accessori costosi e altri addendi come un verricello e rack armi. Le porte laterali del modulo passeggero sono aperte per rivelare i sedili, e la parte superiore del modulo di comando permette il posizionamento dei piloti all'interno. Il modulo di comando rimovibile e il gruppo motore in plastica rossa - errato - possono essere uniti per creare un "modulo di fuga" più piccolo. Queste reliquie sopravvissute del mondo del giocattolo hanno prezzi elevati sulle aste online.

## Nella cultura di massa
- Un'Aquila Transporter ridipinta è stata utilizzata negli anni ottanta nella serie televisiva educativa polacca Przybysze z Matplanety come veicolo spaziale degli alieni.[11]
- Nel video game Starshot: Space Circus Fever, l'Aquila Transporter può essere trovata nel museo del ferro del pianeta Ultimacrash.[12]
- La maggior parte di un modello di Aquila è apparsa come il relitto di un'astronave sconosciuta nell'episodio Psirens della serie televisiva Red Dwarf.